# ابلان (یمن)
 أَبلان  روستای کوچکی از توابع استان مَحویت در کشور یمن و در شبه جزیره عربستان واقع می‌باشد. 
روستای آبادی درپایهٔ کوه اِب در ناحیه تپه بلندی واقع می‌باشد. 

## جمعیت
دارای ۲۵ خانوار و۱۱۰ نفر جمعیت می‌باشد. شغل مردم روستا کشاورزی و دام پروری و دامداری است.